# Stanley Matthews (futbolista)
Sir Stanley Matthews (Stoke-on-Trent, 1 de febrero de 1915-ibídem, 23 de febrero de 2000) fue un futbolista internacional inglés. Es una de las figuras más importantes del deporte británico y el fútbol mundial, al ser la primera persona que ganó el actual Balón de Oro en 1956. Fue además el primer jugador (y único hasta la fecha) al que se ha otorgado el título de Sir cuando todavía estaba en activo. Su carrera es la más larga de la historia de Inglaterra, pues debutó en el primer equipo del Stoke City F. C. en 1932 y no se retiró hasta 1965, a los 50 años.
En el campo ocupaba la posición de extremo derecho y destacó por un estilo de juego veloz, con destreza y búsqueda continua del rival para amagarle, razón por la que fue apodado «El mago del regate». Jugó en el club de su ciudad hasta 1947 y después fichó por el Blackpool F. C., con el que ganó su título más importante, la FA Cup de 1953, con una actuación destacada en la gran final. Regresó a Stoke en 1961 y colgó las botas allí cuatro años después. 
Está considerado un paradigma del juego limpio: no fue expulsado ni amonestado en ninguno de los 710 partidos oficiales de liga que disputó.
A nivel internacional fue convocado por Inglaterra en 54 ocasiones y marcó 11 goles, ganando nueve Campeonatos Británicos. También disputó las Copas Mundiales de 1950 y 1954.
Después de una poco exitosa etapa como dirigente y entrenador del Port Vale F. C. entre 1965 y 1968, se dedicó a expandir la práctica del fútbol en distintos países del mundo, especialmente en África. En reconocimiento a su labor la FIFA le nombró embajador de honor y le otorgó la Medalla de Oro al Mérito en 1992.

## Trayectoria como jugador

### Inicios en el fútbol
Stanley Matthews nació y se crio en un bloque residencial de Hanley, uno de los seis pueblos que forman parte de Stoke-on-Trent (Staffordshire, Inglaterra). Fue el tercero de cuatro hijos del boxeador local Jack Matthews, también conocido como «El barbero luchador de Hanley» por su profesión, y éste le inculcó la pasión por el deporte. Desde pequeño Stanley realizaba tablas diarias de gimnasia antes de ir al colegio, donde fue descrito «un alumno modélico en muchos aspectos». Al jugar con otros chicos de su edad desarrolló una gran habilidad para escaparse de los contrarios, más tarde aplicada en su carrera profesional.
Cuando tenía 13 años decidió convertirse en futbolista para disgusto del padre, quien quería que siguiese sus pasos en el boxeo. Obligado a seguir ejercitando tablas gimnásticas, la madre sí aceptó los deseos del menor e intercedió en su favor. Jack terminó aceptando con una condición: si la selección colegial inglesa no le convocaba antes de cumplir los 15, debería dejarlo. Stanley sobresalió en el equipo escolar como un extremo derecho de amplio registro goleador, aunque él prefería jugar de defensa central. Al final recibió la llamada internacional en 1929 para un amistoso frente a Gales que se disputó en Bournemouth. Tras completar los estudios trabajó de albañil y por las noches ayudaba al padre en la barbería.

### Stoke City F. C. (1932-1947)
En 1930 Tom Mather, entrenador del Stoke City Football Club, convenció a Jack Matthews para que su hijo fichase con contrato de aprendiz, por un sueldo de una libra a la semana. En su primer año compaginó trabajos dentro de la entidad con un puesto en el equipo reserva. Debutó en las inferiores con 16 años frente al Burnley F. C. y al finalizar el partido su padre le dijo: «Te he visto jugar mejor, pero también peor».
Durante el tiempo que estuvo en los reservas, Stanley se hizo con un hueco en el once titular y sorprendió a los aficionados locales por su estilo de juego. En vez de correr delante del defensor, prefería parar el balón y encararle con amagos para después arrancar por velocidad y dejarle en el sitio. Hasta entonces, pocos jugadores hacían eso en el fútbol inglés. La prensa de la época ya tenía puestas grandes expectativas en su carrera y el Stoke City le hizo un contrato profesional cuando cumplió 17 años, con el salario máximo de cinco libras a la semana. El debut en el primer equipo se produjo el 19 de marzo de 1932 frente al Bury F. C.
Dispuesto a hacerse con la titularidad cuanto antes, en 1932 sacrificó sus vacaciones para realizar un entrenamiento físico especializado. Aunque en la temporada 1932-33 fue suplente y disputó un total de 15 partidos, formó parte del plantel del Stoke City que logró el ascenso a Primera División. El 4 de marzo de 1933 marcó su primer gol profesional frente al Port Vale F. C. Al año siguiente obtuvo mayor protagonismo al destacar en la posición de extremo derecho, sumándose al ataque y mejorando su registro anotador con 11 dianas en 29 encuentros. Y el 29 de septiembre de 1934, ya asentado en el once inicial de los Potters, logró su primera convocatoria con Inglaterra para un amistoso frente a Gales en Ninian Park. Con solo 20 años ya estaba considerado una estrella en el panorama deportivo británico.
El Stoke City logró su mejor clasificación, un cuarto puesto, en el curso 1935-36. Sin embargo, el rendimiento del club empeoró en años posteriores y Matthews no se sintió cómodo. En aquella época tuvo una mala relación con su nuevo entrenador Bob McGrory, antiguo defensa rojiblanco. Cuando aún era futbolista se molestó porque su mejor amigo, el extremo derecho Robert Liddle, perdió el puesto titular en favor de Stanley. En 1937 solicitó una mejora en el contrato de 650 libras por semana, en vez del tope de 500 libras, y el técnico rechazó la petición, por lo que en febrero de 1938 solicitó el traspaso a un club superior. El presidente Albert Booth no quiso venderle y más de 3000 aficionados se manifestaron frente a la sede de la entidad para pedir a la estrella que recapacitase, algo que aceptó a regañadientes. Se quedó para 1938-39 liderando el plantel y les ayudó a finalizar en séptimo lugar.
La carrera de Matthews se detuvo entre 1939 y 1945 por culpa de la Segunda Guerra Mundial. Con 24 años se enroló en la Royal Air Force y se marchó a una base militar a las afueras de Blackpool, con el futbolista Ivor Powell como suboficial. En seis años logró ascender a cabo, si bien admitió en su biografía que fue uno de los suboficiales más indulgentes del cuerpo. A nivel deportivo disputó 69 partidos en tiempos de guerra con el Stoke y otros 87 juegos en el Blackpool Football Club como invitado, así como apariciones esporádicas en amistosos del Glasgow Rangers, Airdrieonians y Arsenal. También fue convocado por Inglaterra en 29 ocasiones, ninguna de ellas recogida en las estadísticas al no ser encuentros oficiales.
Regresó a la competición profesional en 1946 para disputar la FA Cup. En la campaña 1946-47, la primera completa después del acuerdo de paz, el equipo finalizó cuarto y se quedó a las puertas del campeonato: con opciones reales en la última jornada, cayeron derrotados frente al Sheffield United y se quedaron a dos puntos del campeón Liverpool F. C. Sin embargo, Matthews no estuvo en ese tramo final. A mitad de temporada sufrió una lesión de rodilla de la que se curó, pero en aquella época ya tenía 31 años y el técnico McGrory dudaba sobre su estado de forma, dejándole fuera del once titular. Ese episodio enfrió por completo la relación y por ello solicitó de nuevo el traspaso. Alcanzó un acuerdo con el Blackpool Football Club, ciudad que ya conocía de tiempos de la guerra, y la directiva del Stoke aceptó a condición de que no lo comunicase hasta el final de la liga. No obstante, la noticia fue filtrada a la prensa en cuestión de horas por un informante desconocido y el extremo se marchó de allí a falta de tres jornadas.

### Blackpool F. C. (1947-1961)

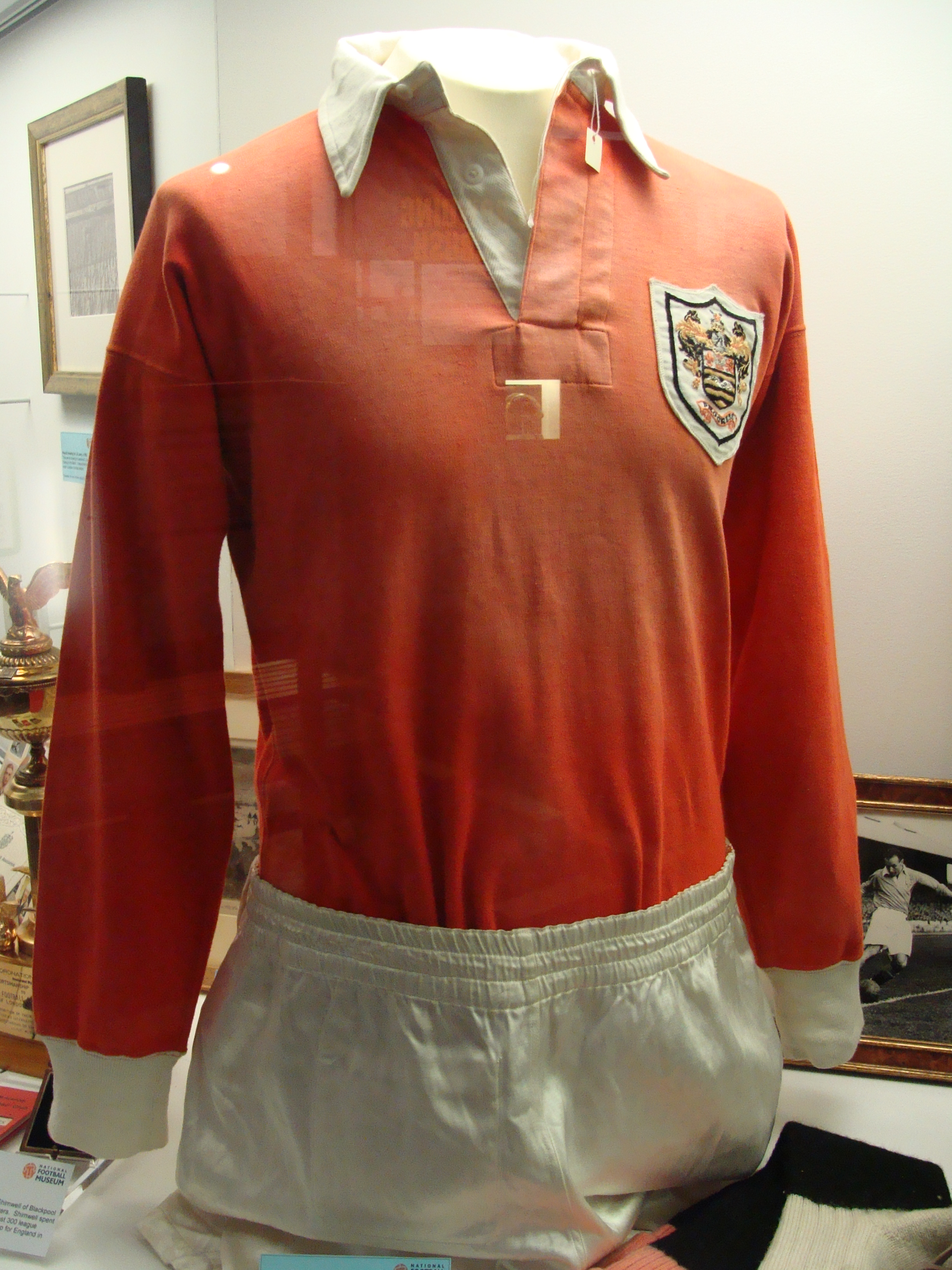
Camiseta del Blackpool de Stanley Matthews en la final de la FA Cup de 1953.

El 10 de mayo de 1947, inmediatamente después de un amistoso entre Gran Bretaña y un combinado del resto de Europa, confirmó su traspaso al Blackpool Football Club por 11 500 libras. En el nuevo plantel dirigido por el técnico Joe Smith, con quien sí mantuvo buena relación, tuvo libertad de movimiento y capitaneó una línea de ataque junto a los delanteros Stan Mortensen y Jackie Mudie, de estilo de juego vistoso y que garantizaba una buena taquilla en el estadio Bloomfield Road. La temporada 1947-48 se saldó con un noveno lugar en liga y la disputa de la final de la FA Cup, que perdieron contra el Manchester United de Matt Busby por 4:2. A pesar de esa decepción, Matthews recibió el primer Premio FWA al futbolista del año que otorga la Asociación de Escritores de Fútbol.
Luego de temporadas de altibajos, en 1950-51 el Blackpool acabó la liga en tercer lugar y llegó a la segunda final de la FA Cup. En esa ocasión cayó frente al Newcastle United por 2:0 con goles de Jackie Milburn.
En noviembre de 1951 sufrió una lesión de rodilla por la que se perdió parte de la campaña 1951-52. Las molestias musculares eran cada vez más frecuentes, pero él quería seguir en activo, así que desarrolló un nuevo modelo de entrenamiento físico y siguió una dieta estricta de la que eliminó la carne roja. El Stoke City despidió a McGrory e hizo una oferta de 12 000 libras para que volviese al club, pero Joe Smith le prometió que Blackpool ganaría un título lo antes posible con las siguientes palabras: «Muchos dirán que estoy loco, pero aunque tengas 37 años, creo que tu mejor nivel de fútbol está por venir».
Finalmente, en la FA Cup de 1953 ganó el campeonato más importante de su carrera. La gran final disputada en el Estadio de Wembley frente al Bolton Wanderers es conocida en la historia como «Final de Matthews» por la actuación destacada del extremo. Bolton dominó durante la primera parte y a falta de 35 minutos ganaba por 1:3. Sin embargo, Matthews lideró al Blackpool hacia la remontada con continuos regates y centros por su banda, aprovechando que la defensa rival ya estaba muy cansada. Primero sirvió una asistencia a Stan Mortensen que se convirtió en el 2:3, y en el tiempo añadido se internó en el área por el flanco diestro para pasar a Bill Perry, autor del 4:3 definitivo. El hecho de que ese duelo fuese uno de los primeros eventos deportivos retransmitidos por televisión le dotó de mayor popularidad. En la celebración levantó la medalla de campeón al cielo dedicándosela a su padre, fallecido ocho años antes.
Matthews mantuvo la titularidad a pesar de que Joe Smith ya había iniciado un relevo generacional en el resto del plantel, con el objetivo de seguir aspirando a un título de liga que jamás llegó. No obstante, en el combinado inglés empezó a ser cuestionado cuando el seleccionador Walter Winterbottom le apartó en 1955 tras un mal partido contra Gales. Fue convocado de nuevo en mayo del año siguiente para un amistoso contra Brasil en Londres, donde los sudamericanos partían como favoritos. De nuevo Matthews rompió ese pronóstico y contribuyó a que los suyos venciesen por 4:1, razón por la que Winterbottom volvió a contar con él hasta 1957. Se considera que esa actuación fue determinante en la votación que le otorgó el premio al mejor jugador de Europa (actual Balón de Oro), en su primera edición de 1956, a los 41 años.
En 1958 Joe Smith abandonó la entidad y Matthews se enfrentó a nuevos técnicos que le relegaron al banquillo por su avanzada edad. Las apariciones en liga se redujeron, su estado de forma empeoró y en el año 1961-62 perdió la titularidad en favor del joven Steve Hill. El último encuentro con la camiseta del Blackpool lo disputó el 7 de octubre de 1961, una derrota por 3:0 frente al Arsenal. A mitad del curso, su amigo Jackie Mudie, antiguo compañero en Blackpool y que entonces militaba en el Stoke City, le convenció para regresar a su ciudad natal y ayudar a los Potters a lograr el ascenso a Primera División. La directiva no estuvo dispuesta a darle la carta de libertad, pero finalmente negoció y percibió 3500 libras por el traspaso.

### Regreso a Stoke (1961-1965)
El entrenador Tony Waddington firmó su fichaje por dos años con un contrato de 50 libras a la semana, el doble de lo que cobraba en Blackpool. No debutó con el primer equipo hasta el 24 de octubre de 1961, coincidiendo con el primer partido en casa frente al Huddersfield Town. El aforo de Victoria Ground se triplicó respecto al anterior con un récord de 35 974 espectadores, y el flamante fichaje marcó uno de los goles de la victoria por 3:0. En total disputó 21 encuentros y marcó tres tantos. Para la temporada 1962-63 estuvo protegido sobre el césped por el centrocampista Eddie Clamp, fichado para ayudarle en labores defensivas, y los rojiblancos obtuvieron el ascenso deseado como campeones. Matthews jugó 31 veces y ganó a la insólita edad de 48 años su segundo Premio FWA al futbolista del año, quince campañas después de llevarse la edición inaugural.
La carrera de Matthews llegó a su fin en las dos últimas temporadas que permaneció en Primera División, ya sin el estado físico óptimo para la competición. En 1963-64 solo pudo disputar 9 juegos y para el curso 1964-65 se apartó del primer equipo para jugar con los reservas. El 1 de enero de 1965 fue nombrado Caballero Comendador del Imperio Británico, el primero en la historia del fútbol, por su contribución al desarrollo del deporte. Su último partido profesional lo disputó el 6 de febrero de 1965 contra el Fulham F. C., y aunque todavía tenía ganas de seguir un tiempo más en categorías inferiores, decidió retirarse del fútbol con 50 años. Su último gol como profesional lo marcó a los 50 años y cinco días.
El partido que puso fin a su larga carrera de 35 temporadas fue un homenaje disputado el 28 de abril de 1965 en Victoria Ground, entre el Stan's XI (formado por estrellas de la Football League como Bobby Charlton y Jimmy Greaves) y un combinado internacional. Matthews capitaneó a los ingleses en la victoria por 6:4 y tras el pitido final fue levantado a hombros por Ferenc Puskás y Lev Yashin. Previamente se disputó un amistoso entre retirados de la talla de Bert Trautmann, Nat Lofthouse y Tom Finney. Se estima que la retransmisión por televisión fue vista por 112 millones de espectadores en todo el mundo.
Matthews ostentó el récord mundial a la carrera futbolística profesional más longeva hasta marzo de 2017, cuando fue superado por el japonés Kazuyoshi Miura.

## Selección nacional

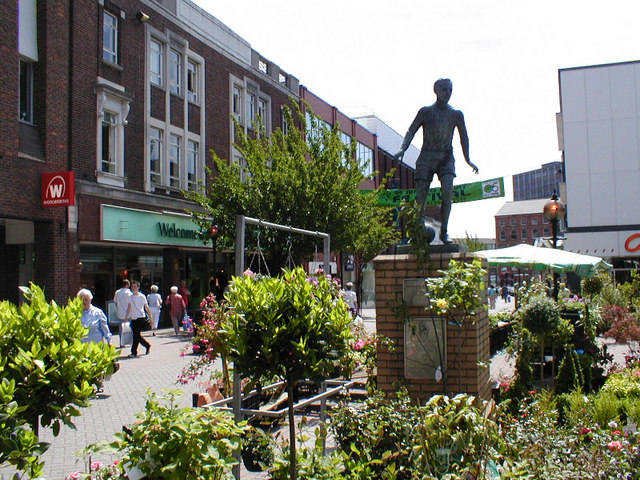
Estatua de Matthews en Hanley, Stoke-on-Trent.

Matthews fue internacional por la selección de fútbol de Inglaterra en 54 ocasiones y marcó 11 goles. Entre 1934 y 1957 ganó nueve British Home Championship y disputó las Copas Mundiales de 1950 y 1954.
El primer compromiso internacional llegó en 1929 con la selección escolar inglesa (England Schoolboys), equivalente a un equipo sub-16 actual, para un amistoso contra Gales que se celebró en Bournemouth. Posteriormente formó parte de equipos representativos de la Football League y en 1934 hizo una prueba para ojeadores de la Asociación de Fútbol en Roker Park (Sunderland).
Debutó con la selección inglesa el 29 de septiembre de 1934 frente a Gales en el estadio Ninian Park de Cardiff, marcando el tercer gol del 4:0 final. Su segundo partido fue el 14 de noviembre contra Italia en el estadio Highbury de Londres. Aquel encuentro también se conoce por «Batalla de Highbury» debido al duro juego que desempeñaron ambos países.
Se convirtió en un fijo de las convocatorias a partir de 1937, siendo protagonista de encuentros muy importantes. Ese mismo año marcó un triplete en la victoria por 5:4 ante la Checoslovaquia de František Plánička. Al siguiente participó en la victoria sobre la Alemania nazi por 6:3, uno de los partidos más criticados en la historia inglesa porque la Asociación de Fútbol obligó al plantel a hacer el saludo fascista como estrategia de pacificación. El último oficial antes de la Segunda Guerra Mundial fue el 18 de mayo de 1939 frente a Yugoslavia en Belgrado: todos los juegos que se disputaron durante el conflicto no cuentan a efectos estadísticos. El regreso oficial se produjo el 12 de abril de 1947, un amistoso con Escocia en Wembley.
Stanley Matthews no pudo debutar en la Copa Mundial hasta su edición de 1950 en Brasil, debido a que Inglaterra no formó parte de la FIFA entre 1920 y 1947. Estuvo a punto de perderse el torneo porque la Asociación de Fútbol prefirió llevárselo a una gira de la liga en Estados Unidos y Canadá, pero el entrenador Walter Winterbottom reclamó su presencia a última hora, siendo la estrella más conocida a pesar de su avanzada edad. No pudo jugar ni contra Chile por cansancio, ni contra Estados Unidos por decisión de la federación, que en aquel entonces hacía las convocatorias y onces iniciales. Al final fue alineado en el tercer partido ante España, aunque no pudo evitar la eliminación. Décadas después aseguró en su biografía que la Asociación de Fútbol no preparó bien la competencia.
El 25 de noviembre de 1953 disputó el llamado «Partido del Siglo» contra la Hungría del llamado «Equipo de oro». Los magiares arrasaron a Inglaterra por 6:3 y quedó constancia de que el fútbol inglés se había quedado anticuado, en comparación con el estilo de trabajo de otros países europeos. Matthews quedó encantado con la actuación del delantero Ferenc Puskás, más tarde presente en su retirada. Al año siguiente no estuvo en la abultada derrota por 7:1 en Budapest.
En 1954 fue convocado para el Mundial de 1954 en Suiza y disputó dos partidos: ante Bélgica en fase de grupos (4:4) y los cuartos de final contra Uruguay, en los que cayeron por 4:2. Winterbottom le apartó del equipo al año siguiente después de un mal papel contra Gales, pero volvió a llamarle en 1956 para un amistoso frente a Brasil, donde los sudamericanos partían de favoritos. Matthews jugó un gran papel en la victoria inglesa por 4:1 que supuso el regreso a la selección. El 6 de octubre de 1956 frente a Irlanda del Norte, con 41 años y 248 días, se convirtió en el futbolista más viejo en marcar un gol internacional.
Sin ganas de participar en las giras internacionales de verano por sus viajes para expandir el fútbol en África, decidió retirarse de la selección a los 42 años. El último partido fue contra Dinamarca en el Parken Stadion de Copenhague, el 15 de mayo de 1957.

### Participaciones en Copas del Mundo
| Mundial                        | Sede                     | Resultado                | Partidos | Goles |
| ------------------------------ | ------------------------ | ------------------------ | -------- | ----- |
| Copa Mundial de Fútbol de 1950 | Brasil                   | Fase de grupos           | 1        | 0     |
| Copa Mundial de Fútbol de 1954 | Suiza                    | Cuartos de final         | 2        | 0     |
| Total en Copas del Mundo       | Total en Copas del Mundo | Total en Copas del Mundo | 3        | 0     |

## Trayectoria como entrenador
En julio de 1965 el Port Vale Football Club —rival local del Stoke City— de la Cuarta División contrató a Matthews para que ejerciese la dirección deportiva. Jackie Mudie asumió el cargo de entrenador. El dúo técnico intentó desarrollar una política de futbolistas jóvenes, avanzar en la liga inglesa y después venderlos a rivales de superior categoría para mejorar las finanzas del club. La búsqueda de talentos se centró en las regiones del noroeste de Inglaterra y Escocia central, y el mayor descubrimiento fue el delantero Mick Cullerton, arrebatado al Chelsea F. C. con la promesa de jugar en el once titular. También tuvo a prueba a Ray Kennedy, futura estrella del Arsenal F. C. aunque le descartó por considerarle demasiado lento.
Matthews asumió también el cargo de entrenador a partir de la temporada 1967-68, al poco de que Mudie dimitiese. Sin embargo, su breve etapa estuvo marcada por los malos resultados y un asunto polémico. En febrero las autoridades del fútbol inglés descubrieron que la directiva de la entidad ofrecía premios en metálico a jugadores por objetivos, algo entonces prohibido. Por esta razón la Football League les expulsó de la competición. Sin embargo, Matthews se valió de su prestigio deportivo para convencer a los miembros de que aquello era una mala decisión, y el equipo fue readmitido. En mayo de 1968 se marchó del Port Vale con una deuda de 9000 libras, y tras largas negociaciones llegó a un acuerdo en 1970 para cobrar 3000 libras y perdonar el resto.
Tras dimitir emigró a Malta por razones personales, montó un negocio con un socio local y compró una casa de campo en Marsaxlokk. Al enterarse de que la antigua estrella inglesa se encontraba en la isla, el presidente del Hibernians Football Club le convenció para asumir el cargo de entrenador. En aquella época el fútbol maltés estaba muy lejos del profesionalismo. Matthews aceptó por un año y llevó a los Hibs a conquistar el título de copa en la temporada 1970-71, aunque no la liga nacional. Llegó incluso a disputar los dieciseisavos de final de la Recopa de Europa de 1971 contra el Real Madrid: los Hibs sorprendieron al empatar en casa (0:0), pero la vuelta en el estadio Santiago Bernabéu se saldó con una derrota por 5:0. Matthews no volvió a entrenar en Malta, pero se quedó a vivir allí con su segunda esposa durante varios años. En la década de 1980 la pareja se mudó a Burlington, en el área metropolitana de Toronto (Canadá).
Durante mucho tiempo alternó su residencia en Europa con trabajos para desarrollar el fútbol entre las comunidades desfavorecidas de África. Mientras estaba en Soweto (Sudáfrica), desafió el racismo del apartheid al formar un equipo juvenil de raza negra llamado Stan's Men. El técnico organizó en 1975 un viaje a Brasil para que pudieran entrenar con clubes profesionales, y aunque no tenía el dinero del desplazamiento, se valió de sus contactos y logró el patrocinio de Coca-Cola para poderlo pagar. El gobierno sudafricano no se atrevió a impedirlo por miedo a represalias internacionales, pero les negó el derecho a disputar amistosos y vigiló todo el proceso. De este modo, Stan's Men fue el primer equipo deportivo sudafricano de raza negra en viajar al extranjero. El esfuerzo de Matthews fue reconocido por la comunidad africana y uno de sus jugadores llegó a apodarle «el negro con la cara blanca».

## Muerte
Después de una intensa vida en varios continentes, el matrimonio regresó a Stoke-on-Trent en 1989 para establecerse allí definitivamente. En sus últimos años de vida Matthews recibió múltiples homenajes: en 1992 la FIFA le nombró embajador de honor y le otorgó la Medalla de Oro al Mérito por su importancia en la historia del fútbol. Se convirtió también en presidente de honor del Stoke City, y el Blackpool le hizo vicepresidente honorario.
Stanley Matthews falleció el 23 de febrero de 2000 en el hospital Staffordshire Nuffield de su localidad natal, a los 85 años. La semana anterior se encontraba de vacaciones en Tenerife, pero tuvo que regresar tras recaer de los recurrentes problemas de salud, derivados de la edad, que sufría desde hacía tres años. El deceso se comunicó poco antes del amistoso entre Inglaterra y Argentina y el público de Wembley guardó un respetuoso minuto de silencio.
La reina Isabel II del Reino Unido mostró sus condolencias por la muerte, mientras que el primer ministro Tony Blair hizo una declaración oficial en nombre del Gobierno del Reino Unido:

No fue solo uno de los futbolistas más elegantes que este país haya visto jamás, sino que también fue un referente de la deportividad y jugaba como se debe jugar, sin ser sancionado o expulsado ni una sola vez. (...) Los aficionados al fútbol del mundo han perdido esta noche a uno de sus mayores héroes.

Los restos mortales fueron incinerados y el 3 de marzo de 2000 se celebró un cortejo fúnebre en Stoke-on-Trent al que asistieron cerca de cien mil personas, entre ellos representantes de la Asociación del Fútbol y antiguas estrellas como Bobby Charlton, Jack Charlton, Nat Lofthouse, Gordon Banks y Tom Finney. El evento terminó con el entierro de la urna funeraria en el círculo central del Britannia Stadium, campo que el propio Matthews inauguró en agosto de 1997.
En octubre de 2000 el Stoke City y los herederos de Stanley crearon una fundación para promover el fútbol base, la Fundación Stanley Matthews.

## Clubes

### Como futbolista
| Club             | País       | Año       |
| ---------------- | ---------- | --------- |
| Stoke City F. C. | Inglaterra | 1932-1947 |
| Blackpool F. C.  | Inglaterra | 1947-1961 |
| Stoke City F. C. | Inglaterra | 1961-1965 |

### Como entrenador
| Club             | País       | Año       |
| ---------------- | ---------- | --------- |
| Port Vale F. C.  | Inglaterra | 1967-1968 |
| Hibernians F. C. | Malta      | 1970-1971 |

## Palmarés

### Campeonatos nacionales
| Título           | Club             | País       | Año     |
| ---------------- | ---------------- | ---------- | ------- |
| Segunda División | Stoke City F. C. | Inglaterra | 1932-33 |
| FA Cup           | Blackpool F. C.  | Inglaterra | 1953    |
| Segunda División | Stoke City F. C. | Inglaterra | 1962-63 |

### Copas internacionales amistosas
| Título                    | Equipo            | Año  |
| ------------------------- | ----------------- | ---- |
| British Home Championship | Selección inglesa | 1935 |
| British Home Championship | Selección inglesa | 1938 |
| British Home Championship | Selección inglesa | 1939 |
| British Home Championship | Selección inglesa | 1947 |
| British Home Championship | Selección inglesa | 1948 |
| British Home Championship | Selección inglesa | 1950 |
| British Home Championship | Selección inglesa | 1952 |
| British Home Championship | Selección inglesa | 1954 |
| British Home Championship | Selección inglesa | 1955 |

### Distinciones individuales
| Distinción                       | Año     |
| -------------------------------- | ------- |
| Premio FWA al futbolista del año | 1947-48 |
| Premio al futbolista de Europa   | 1956    |
| Comendador del Imperio británico | 1957    |
| Premio FWA al futbolista del año | 1962-63 |
| Caballero Bachelor               | 1965    |

## Estilo de juego

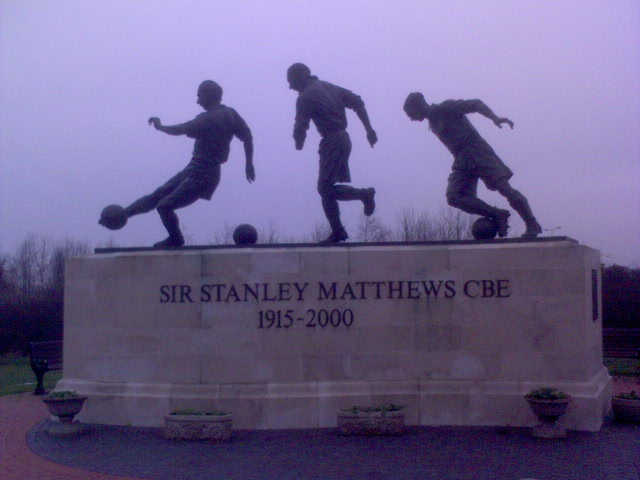
Estatua en honor a Stanley Matthews, situada en el exterior del Britannia Stadium, que recoge sus movimientos más característicos.

Stanley Matthews está considerado uno de los futbolistas más importantes del siglo XX. Desde su posición de extremo destacó por su visión de juego y un estilo vistoso, con habilidad para centrar al área y deshacerse de los marcadores. A diferencia de otros jugadores que en aquella época apostaban por la velocidad, él prefería esperar al defensor para amagarle y dejarle atrás en aceleración. Por esta razón fue apodado «El mago del regate». En las primeras temporadas mantuvo un buen registro goleador, pero a partir de 1937 los defensores fueron más duros en sus marcajes y por ello retrasó su posición para participar en la elaboración del ataque. También tenía algunos defectos: raramente hacía entradas, le costaba rematar bien de cabeza y apenas chutaba con el pie izquierdo, pues era diestro puro.
Nunca fue sancionado ni expulsado en toda su carrera deportiva. Tampoco protestaba a pesar de las entradas que llegó a sufrir de sus oponentes para sacarle del partido.
El estilo de Matthews fue alabado por sus compañeros. El campeón mundial Franz Beckenbauer dijo de él que su velocidad y habilidad le convertían en una persona «casi imparable». John Charles aseguró que fue «el mejor centrador que jamás he visto, a pesar de que tenía que vérselas con un balón más pesado». Y el irlandés Johnny Giles dijo de él que «lo tenía todo: buen control, gran capacidad de regate y una enorme velocidad. También era muy inteligente, sabía a quién y cuando pasar la pelota».
Al margen del deporte, destacó por su intensiva preparación. Desde pequeño hacía tablas de gimnasia diarias y cuando se convirtió en profesional reforzó los ejercicios. Durante su estancia en Blackpool solía correr por la playa a las siete de la mañana, sin importar el tiempo, y llevaba unas botas con plomo para ganar fuerza en las piernas. No fumaba, seguía una dieta estricta de la que eliminó la carne roja y tampoco consumía alcohol. La preparación intensiva incluyó también el estudio del juego en otros países como Brasil, Uruguay y la generación dorada de Hungría.
También fue uno de los primeros futbolistas que prestó atención a su equipación deportiva. Después de comprobar en la Copa Mundial de 1950 que las botas de los futbolistas brasileños eran más ligeras que las inglesas, compró un par y llegó a un acuerdo con The Co-operative Group para que le fabricaran unas botas personalizadas. Con ello tenía más control sobre la pelota y podía imprimir una mayor velocidad.

## Vida personal
Stanley Matthews estuvo casado dos veces. Su primera esposa fue Betty Vallance, hija de un preparador del Stoke City, a la que conoció en su primer día dentro del club y con quien se casó en el verano de 1934. La pareja tuvo dos hijos: Jean (1939) y Stanley John (1945), tenista entrenado por John Barrett. Al no triunfar en el circuito profesional, se marchó a Estados Unidos para trabajar en el club de tenis Four Seasons Racquet Club de Wilton (Connecticut). Jean hizo abuelo a su padre en 1965 y bisabuelo en 1999. En una entrevista le definió como «un buen progenitor y padre de familia. Nos apartó a mi hermano y a mí del centro de atención, era muy protector».
En 1967, mientras el Port Vale realizaba una gira por Checoslovaquia, conoció a Mila Winterova, traductora para la embajada de Estados Unidos en Praga y espía de los servicios secretos checos. Ambos estuvieron intercambiando correspondencia y al año siguiente él llegó a viajar a Alemania Occidental para concertar una cita. Durante mucho tiempo mantuvo un doble amor, pero al final se divorció de Betty para irse a vivir con Mila en Malta. La nueva pareja terminó casándose en 1975 y permaneció unida hasta la muerte de ella en 1999.